# 安達吟光

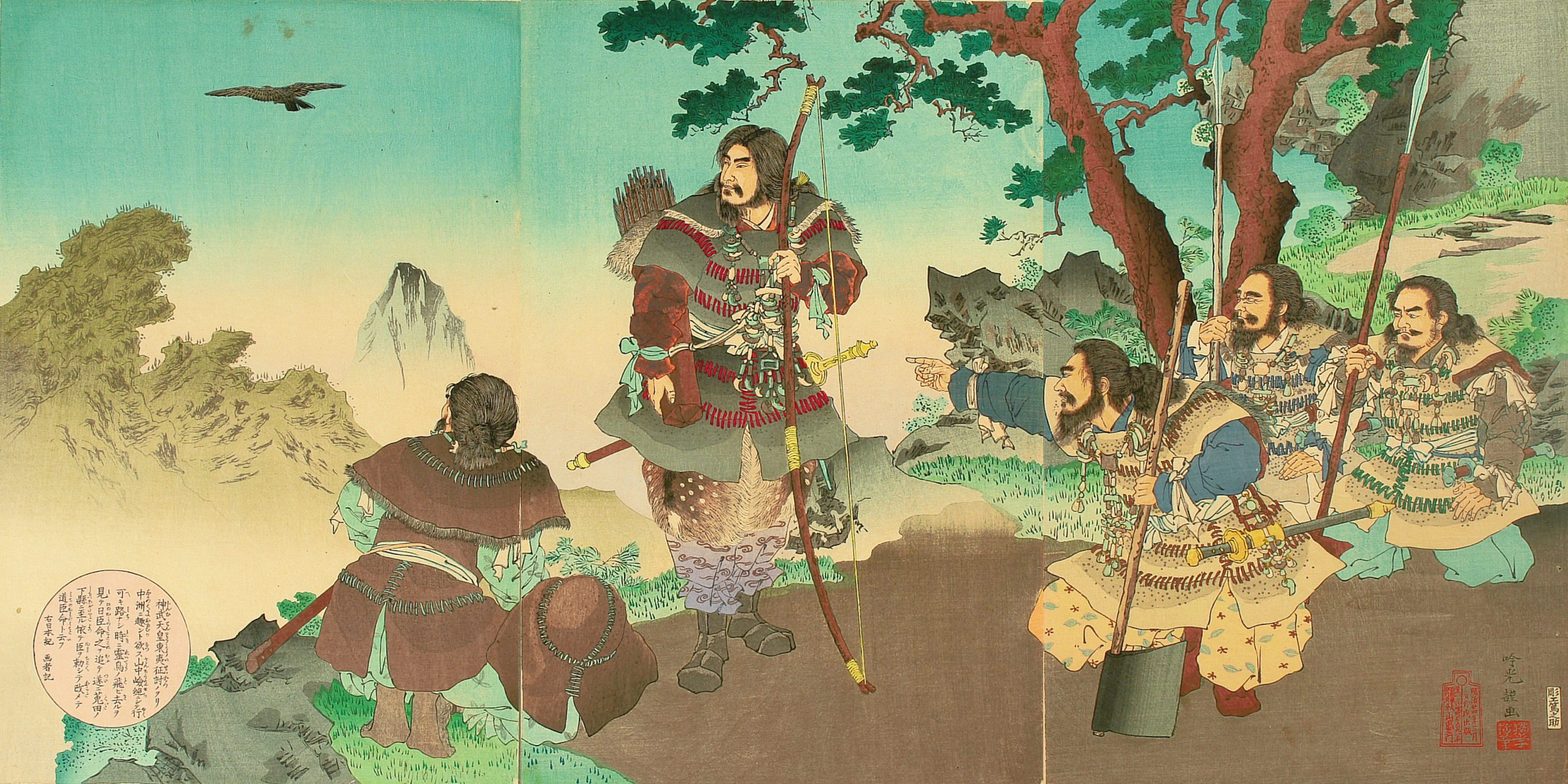
神武天皇東征之図 明治24年（1891年）

安達 吟光（あだち ぎんこう、嘉永6年（1853年） - 明治35年（1902年）12月5日）は、明治時代の浮世絵師。

## 来歴

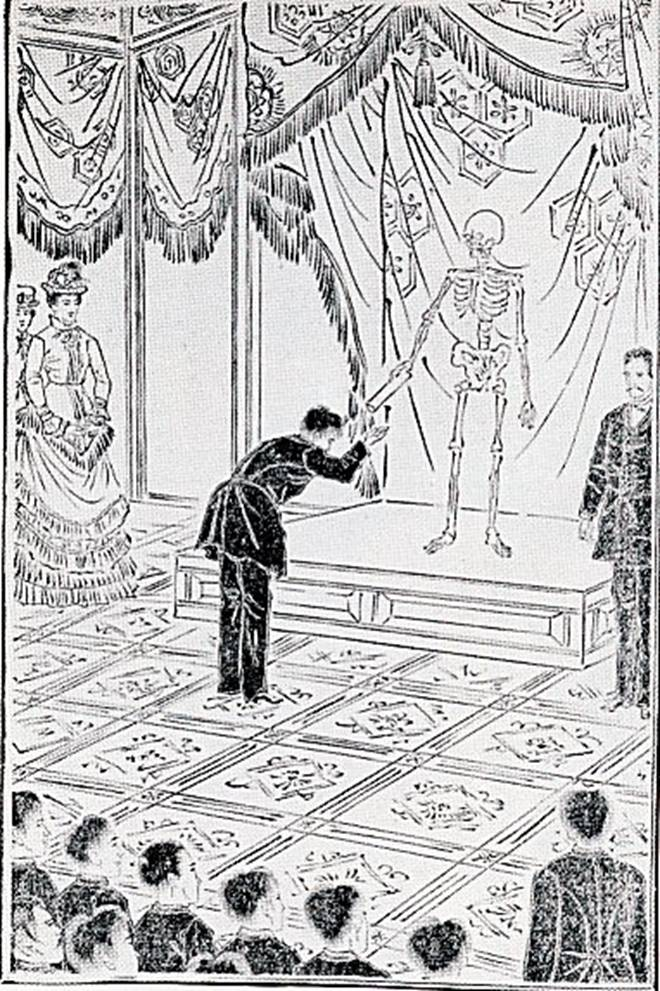
頓智研法発布式

師系不詳。姓は安達、名は平七。初め松雪斎銀光と称し、明治3年（1870年）頃、銀光の名前で戊辰戦争の錦絵を描き、明治7年（1874年）以降、吟光と改名する。真匠、松斎とも号す。日本橋堀江町や南鍋町に住んだ。作画期は明治3年（1870年）から明治33年（1900年）頃の間で、明治7年（1874年）には「講談一席読切」という大判錦絵50番続の役者絵を銀光の名で描く。明治10年（1877年）に起こった西南戦争の錦絵の「鹿児島新聞・河尻本陣図」、「鹿児島新聞・熊本城戦争図」の辺りから活動が目立ってくる。また安達吟光の画名で「東京名所」の作品がある。その後壬午事変、日清戦争、義和団の乱、議会関係といった報道画ともいえる錦絵が続き、その他に役者絵、芝居絵、名所絵も描いている。また「古今名婦鏡」や「貴女裁縫之図」などといった美人風俗画もよく知られている。
明治22年（1889年）、宮武外骨の雑誌『頓智協会雑誌』に大日本帝国憲法発布をパロディ化した「頓智研法発布式」を描いたことで不敬罪に問われ、重禁錮1年・罰金50円・監視8か月の刑が下された。

## 作品
- 「講談一席読切 鎮西八郎為朝 坂東薪水」 大判 東京都立中央図書館所蔵
- 「講談一席読切 織田右大臣信長公 市川左団次」 大判 東京都立中央図書館所蔵
- 「鎮撫鹿児島新聞」 大判3枚続 明治10年（1877年）
- 「鹿児島新聞山鹿戦争之図」 大判3枚続 明治10年（1877年）
- 「明治会堂之図」 大判3枚続 明治14年
- 「朝鮮変報」 大判3枚続 明治15年
- 「明治会堂演説之図」 大判3枚続 明治16年
- 「聯合軍北京城攻撃」 大判3枚続 石川県立美術館所蔵
- 「大日本帝国議会之図」 大判3枚続
- 「大日本婦人束髪図解」 大判3枚続 明治18年（1885年） 神奈川県立歴史博物館所蔵
- 「古今名婦鏡」 大判揃物 明治19年‐明治20年
- 「貴女裁縫之図」 大判3枚続 明治20年
- 「新皇居於テ正殿憲法発布式之図」 明治22年（1889年） メトロポリタン美術館所蔵
- 「其初 朝鮮発端」　明治26年（1893年） 大英図書館所蔵
- 「軍人名誉：原田重吉氏」　明治27年（1894年） 大英図書館所蔵
- 「軍人名誉：樺山中将」 明治27年（1894年） 大英図書館所蔵
- 「旅順口附近大激戦」　明治27年（1894年） 大英図書館所蔵
- 「我軍大挙シテ平壌城ヲ乗取ノ図」　明治27年（1894年） 大英図書館所蔵
- 「我軍平壌の清兵を襲撃する図」　明治27年（1894年） 大英図書館所蔵
- 「我軍九連城敵兵攻撃ス」 大判3枚続 明治27年（1894年）
- 「海城激戦之図」 明治27年（1894年） パトリシア&フィリップ・フロスト美術館所蔵
- 「銀婚式祝典之図」 大判3枚続
- 「大江戸芝居年中行事」 大判26枚揃 明治30年（1897年）※鳥居清貞と合作

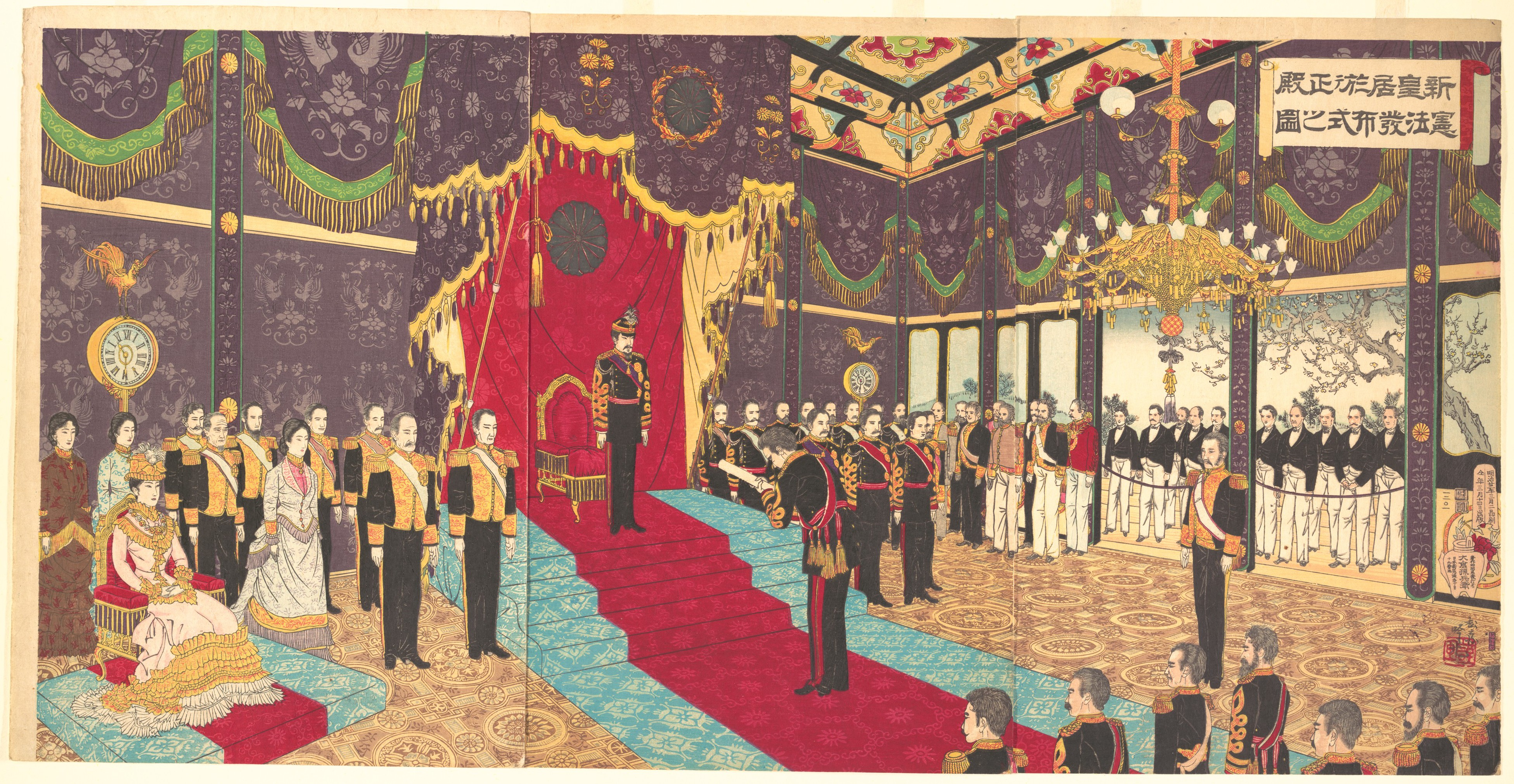
新皇居於テ正殿憲法発布式之図

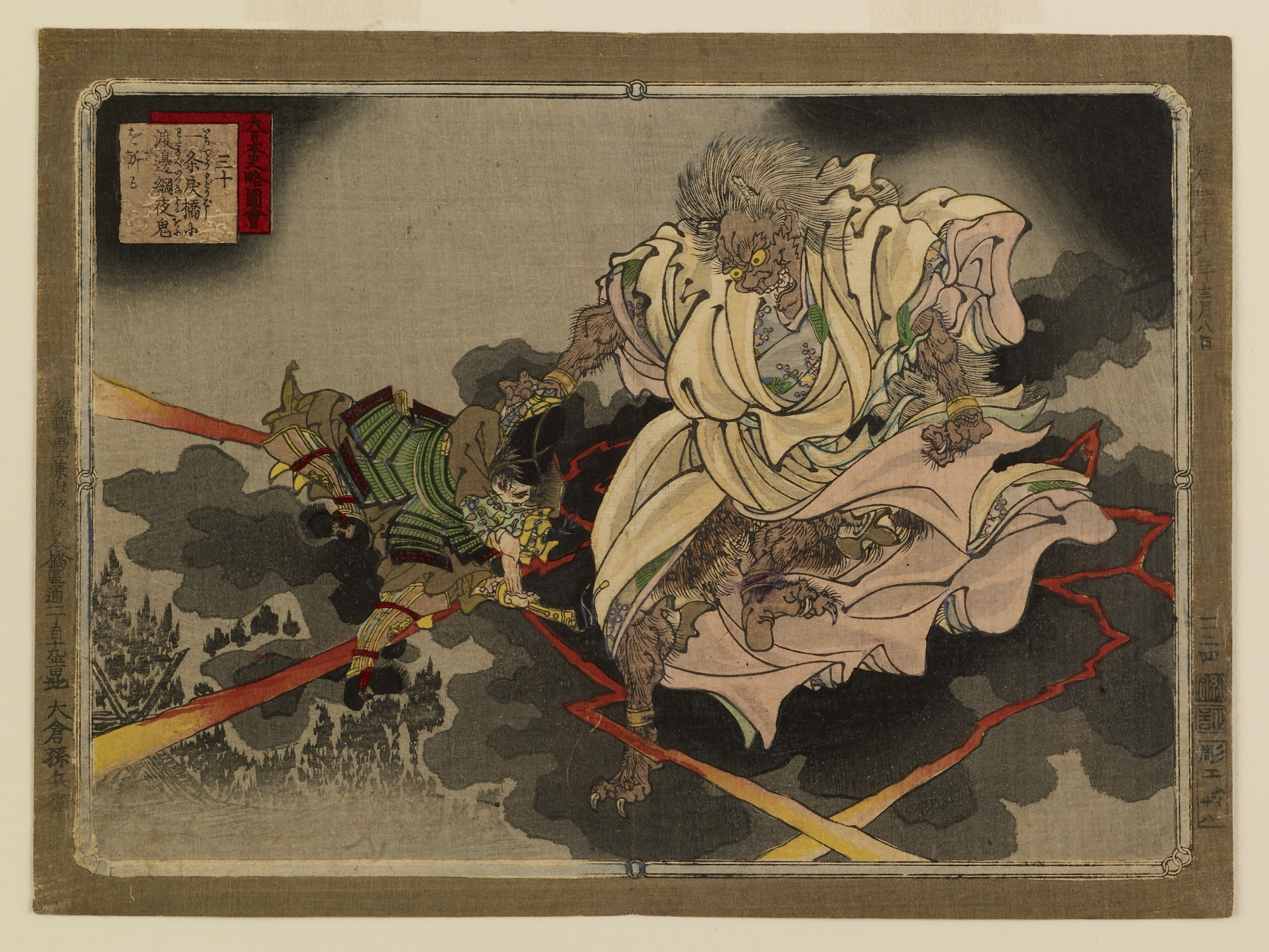
大日本史略図会 三十 一条戻橋に渡邊綱夜鬼を斬る（1885年、ウォルターズ美術館所蔵）
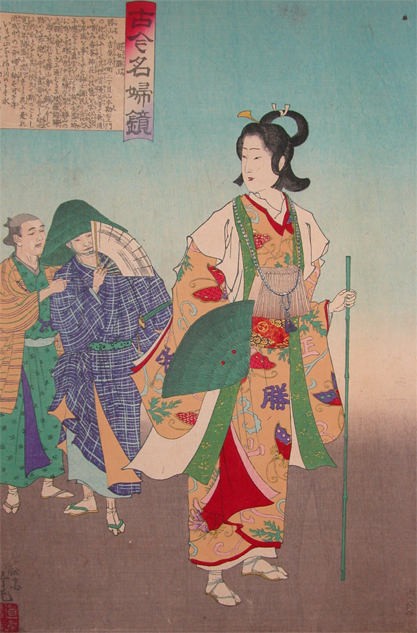
古今名婦鏡 遊女勝山（1886年）
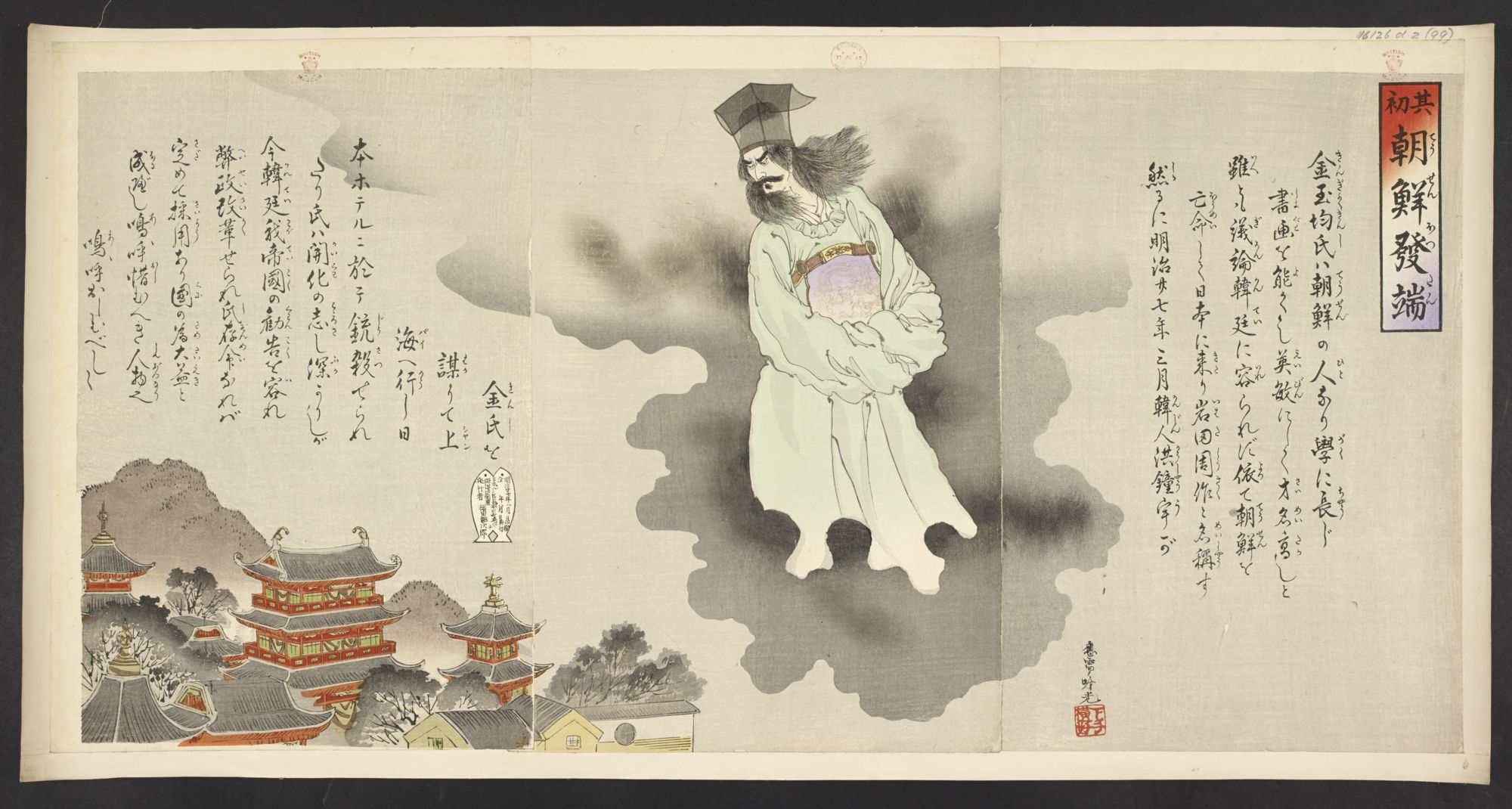
其初 朝鮮発端
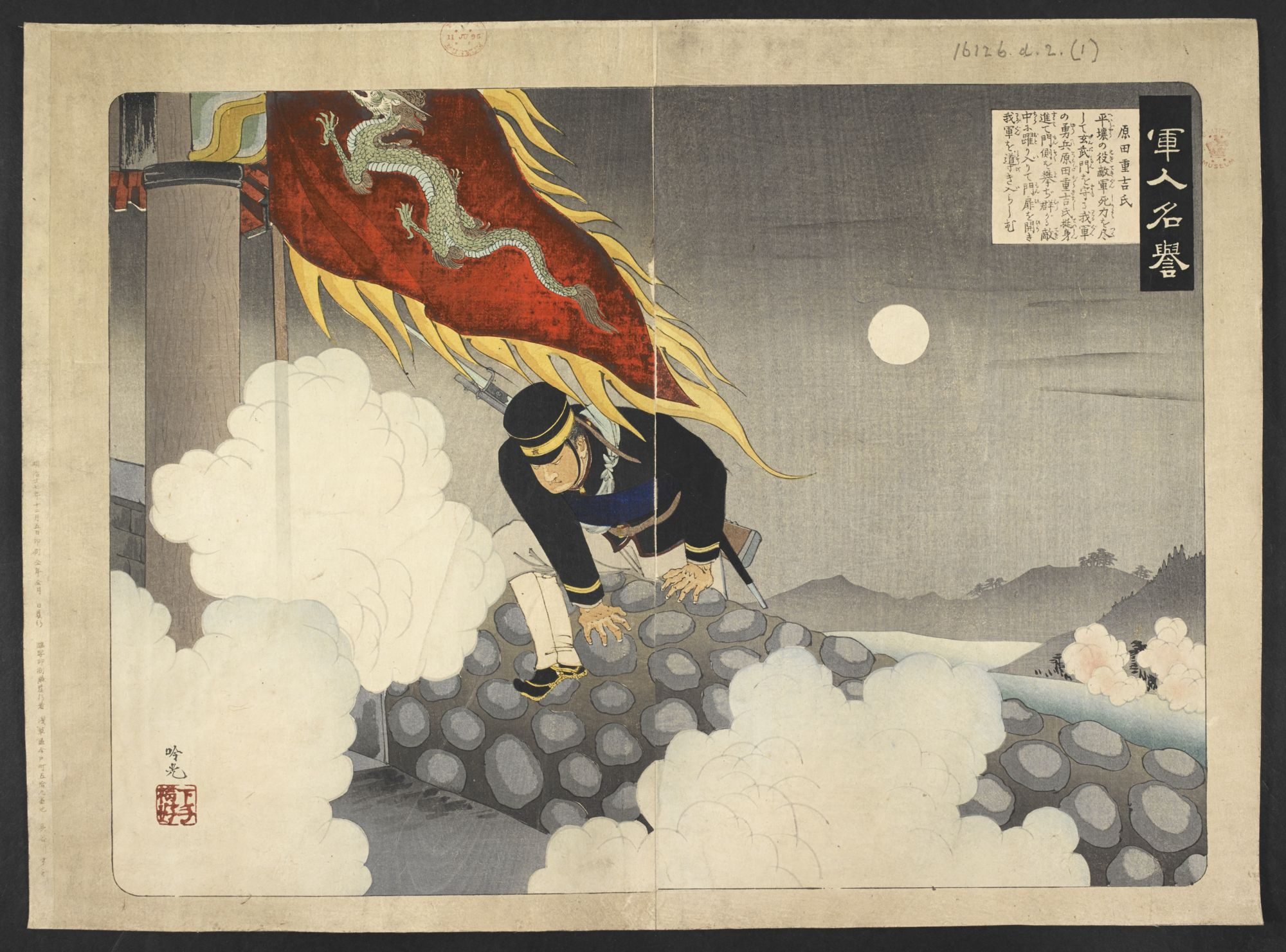
軍人名誉：原田重吉氏
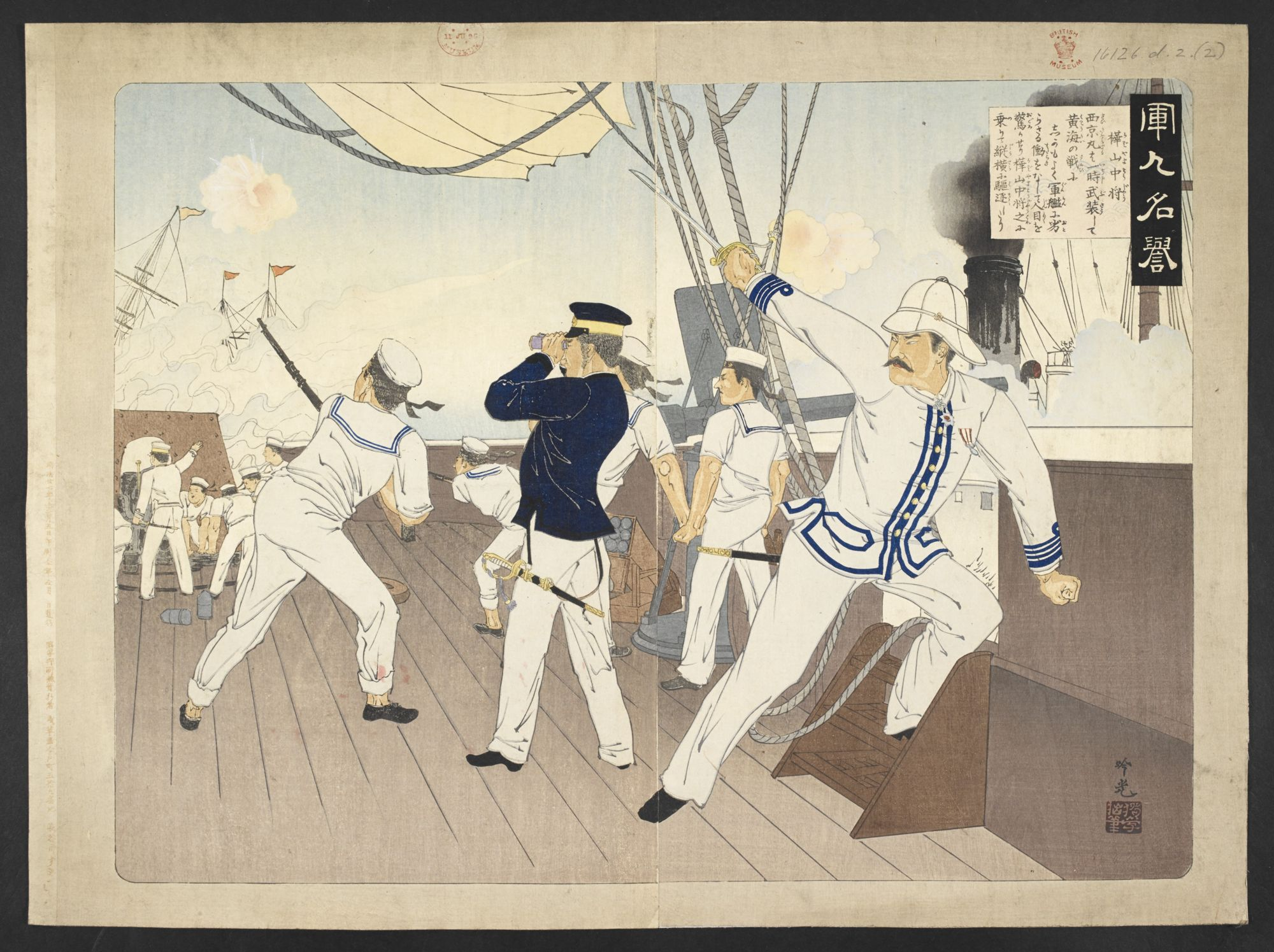
軍人名誉：樺山中将
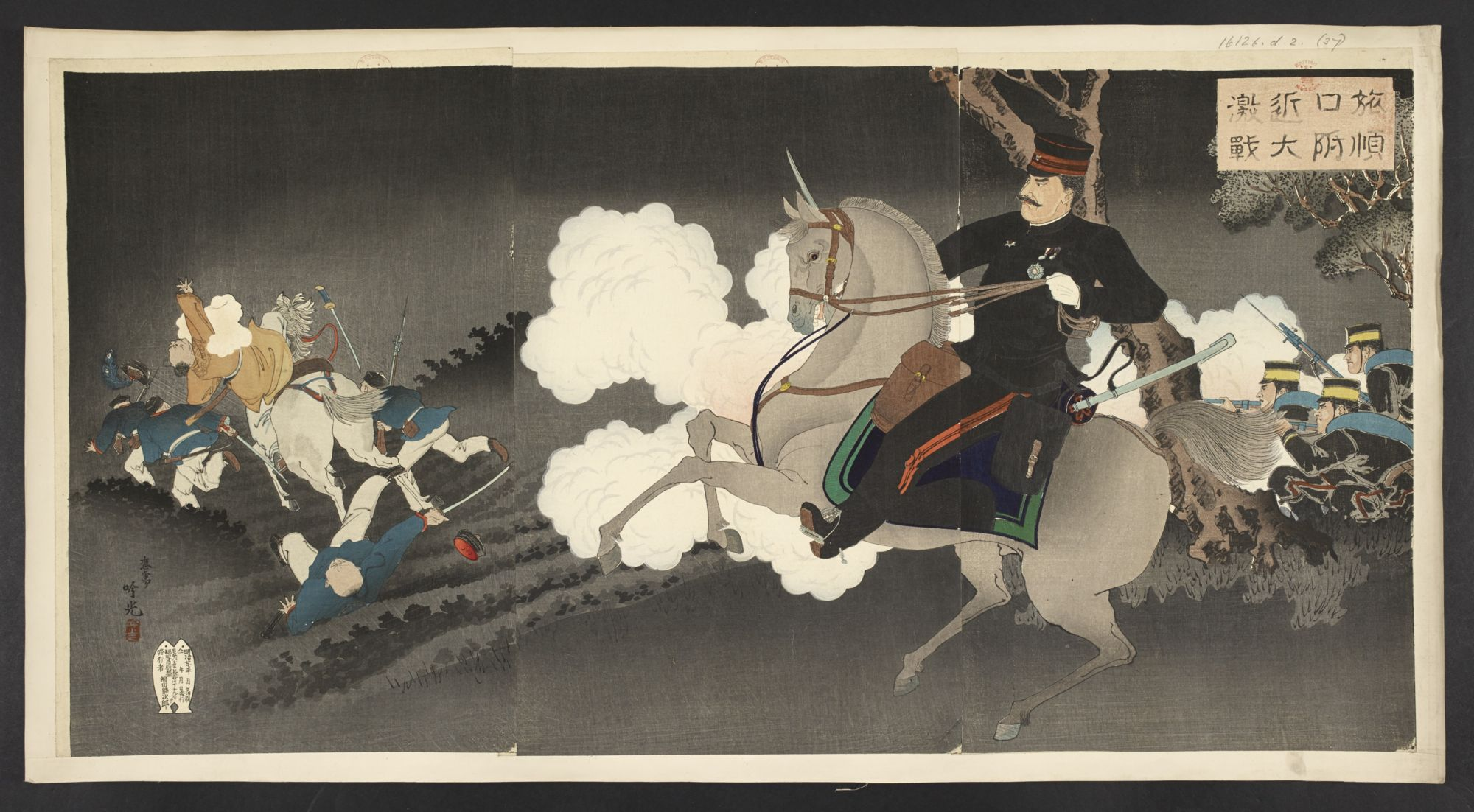
旅順口附近大激戦
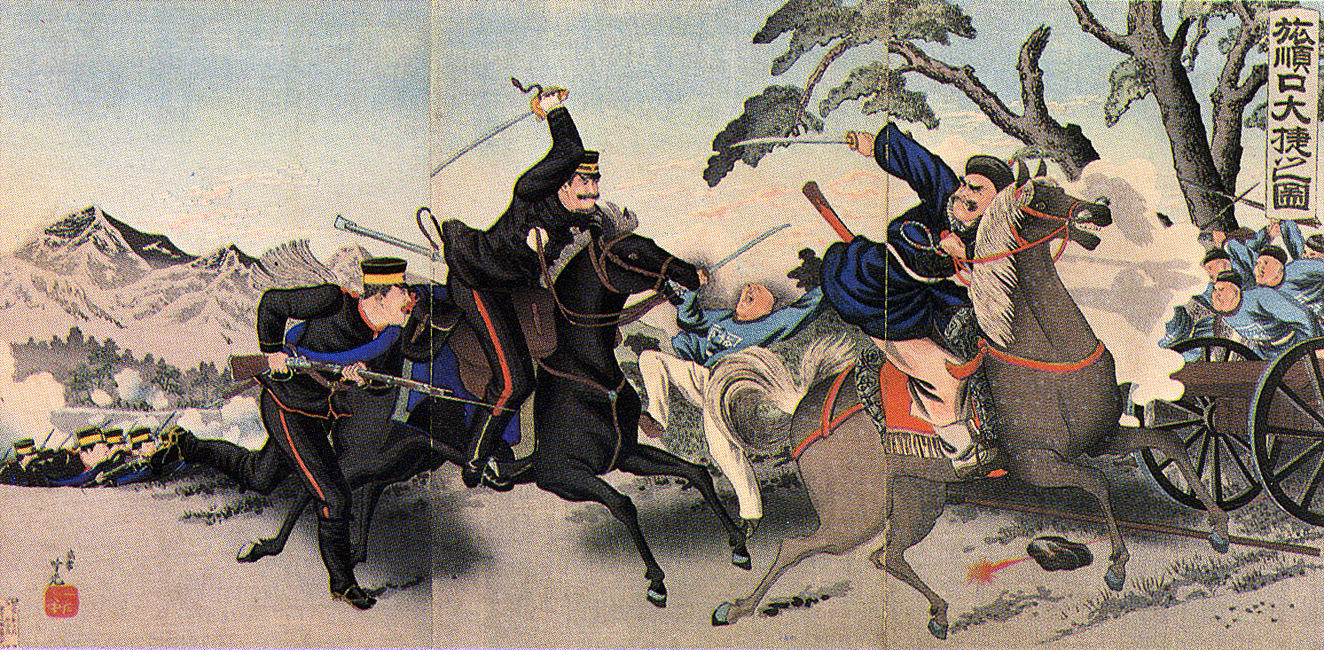
旅順口大捷之図（1894年）
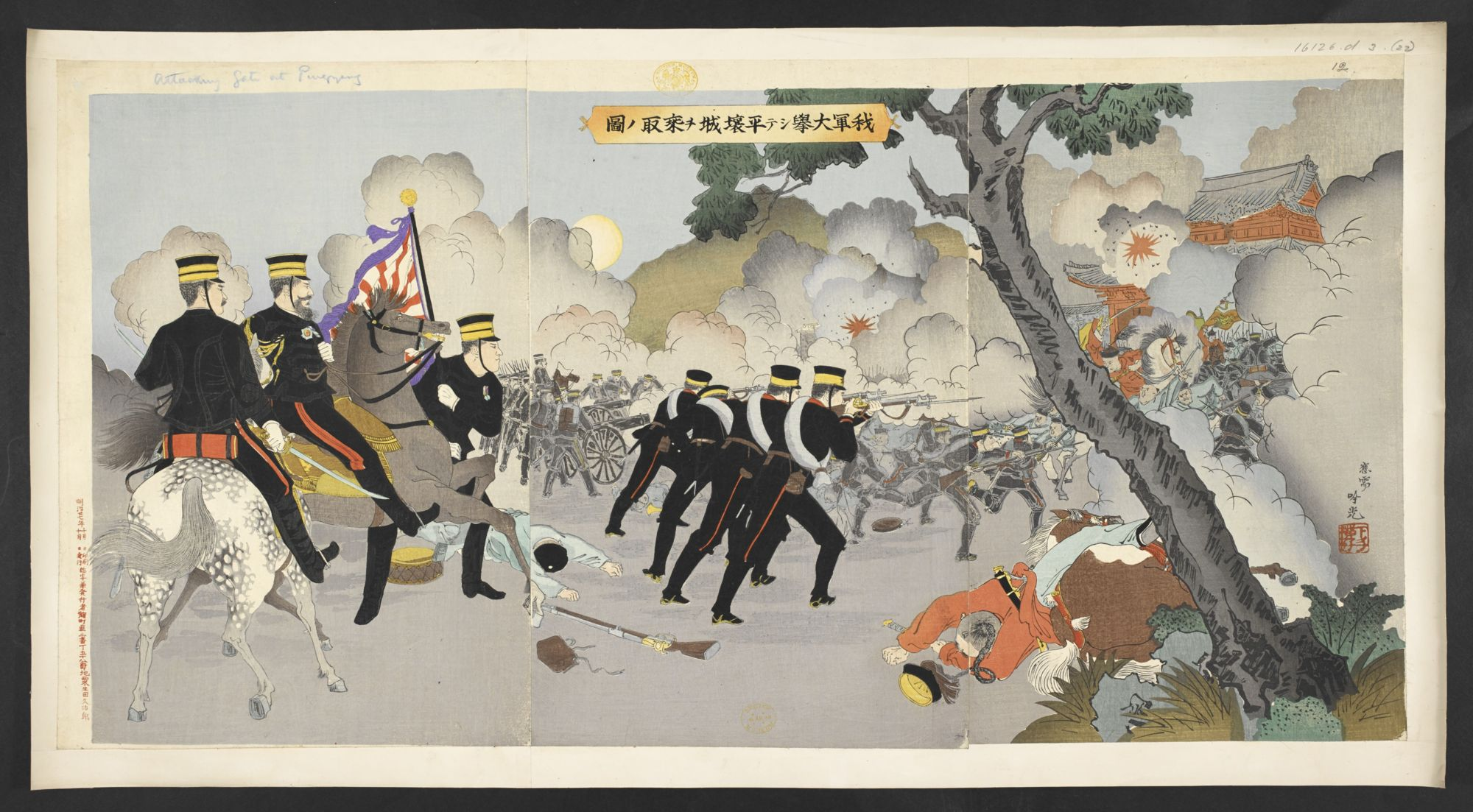
我軍大挙シテ平壌城ヲ乗取ノ図
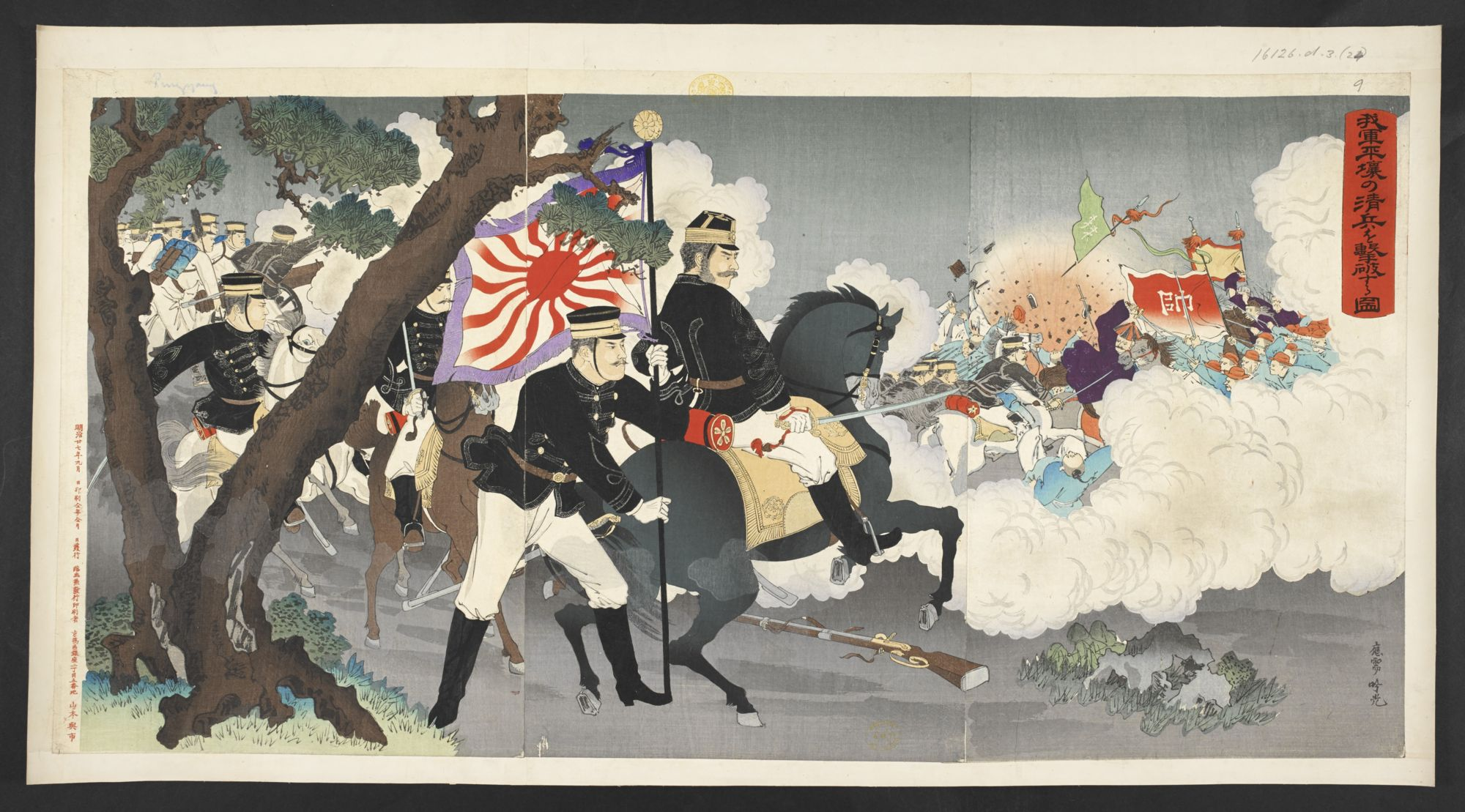
我軍平壌の清兵を襲撃する図
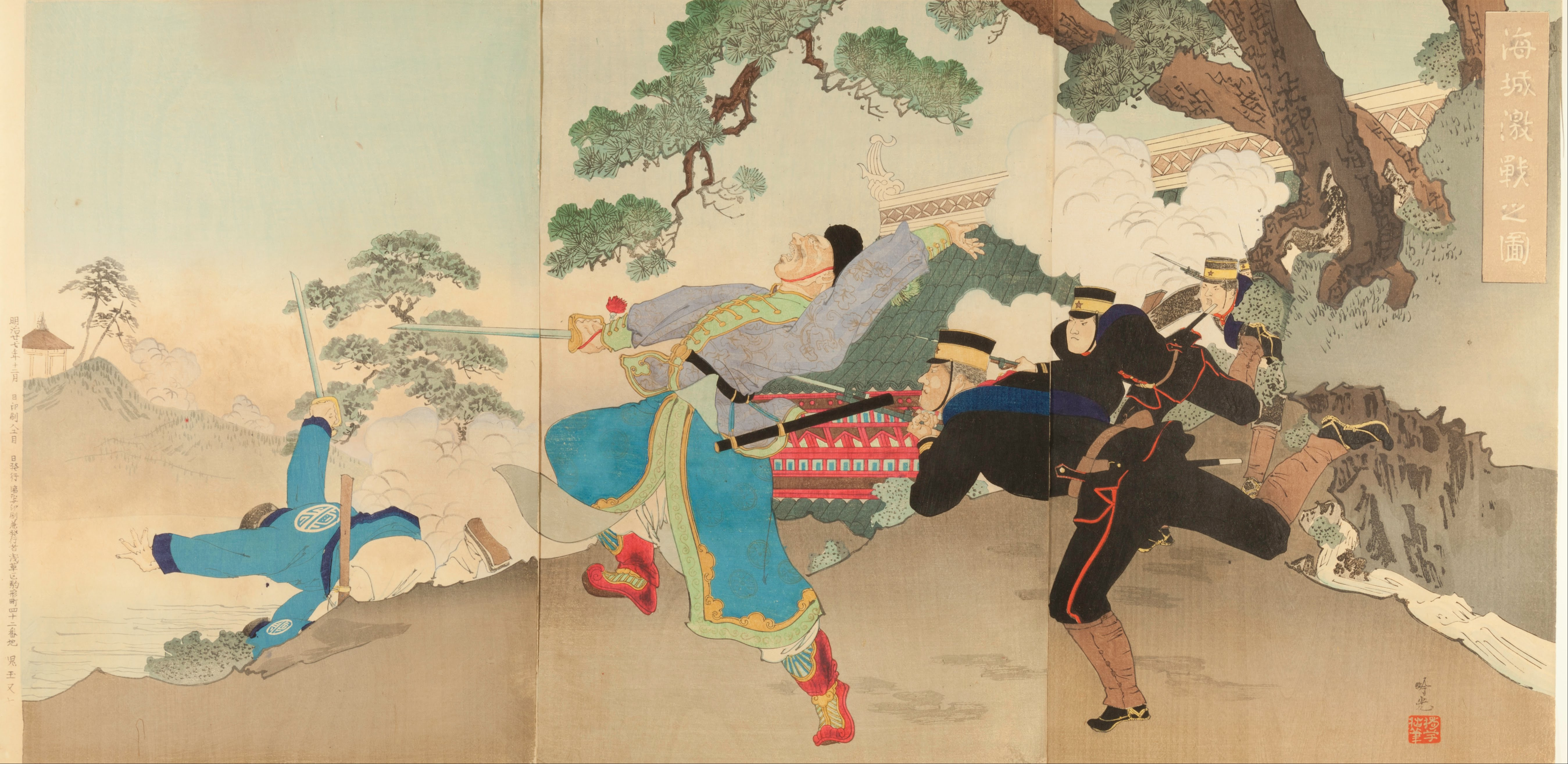
海城激戦之図
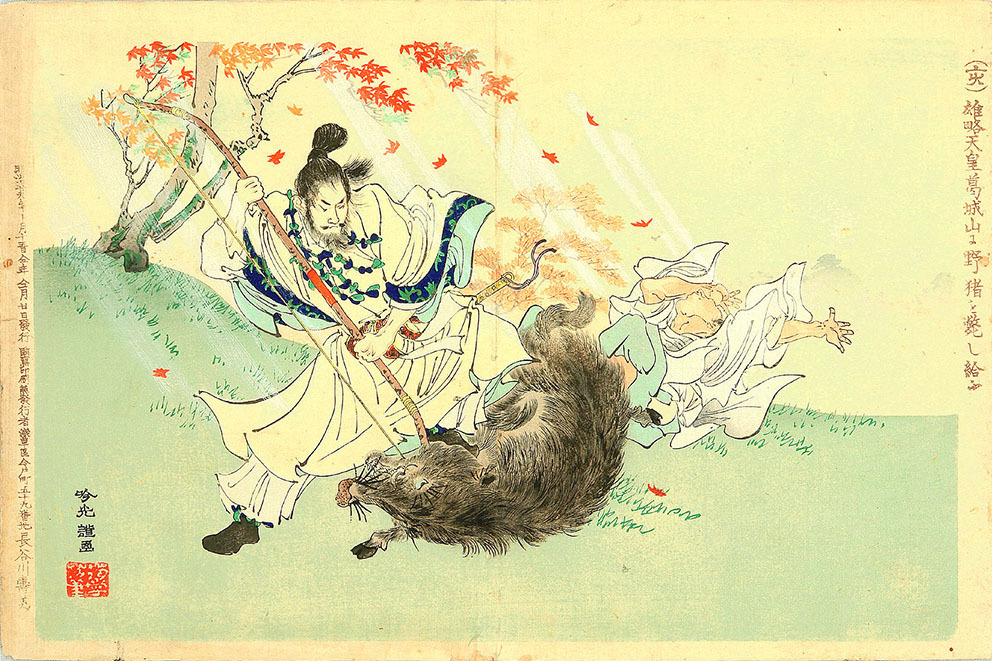
雄略天皇（1896年）
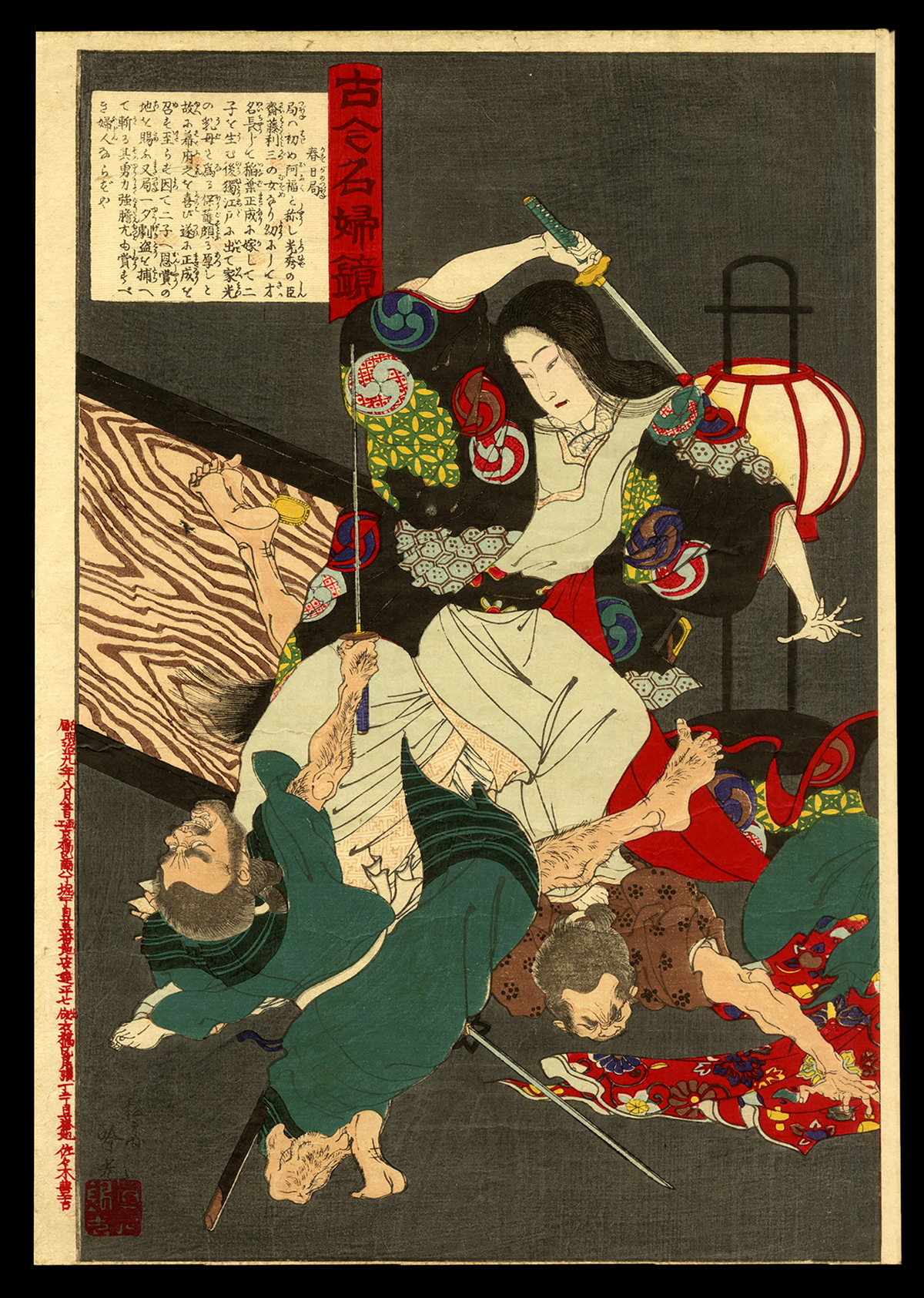
春日局は強盗と戦う。安達吟光 （1880年頃）